# Pippo Mezzapesa
Pippo Mezzapesa (Bitonto, 28 settembre 1980) è un regista e sceneggiatore italiano.
Nel corso della sua carriera ha vinto un David di Donatello per il miglior cortometraggio per Zinanà, tre Nastri d'argento, un Corto d'argento e un Nastro d'argento - Grandi Serie, ottenendo candidature ai premi statunitensi Critic Choice Award, ai Globi d'oro e partecipando in concorso alla Mostra internazionale d'arte cinematografica di Venezia con il film Ti mangio il cuore.

## Biografia
Ha conseguito la maturità classica e si è laureato in giurisprudenza presso l'Università degli Studi di Bari. Regista, sceneggiatore e produttore, si approccia al cinema da autodidatta. Il suo primo cortometraggio è Lido Azzurro del 2001 e descrive la giornata tipo di una stramba e malinconica famiglia della provincia pugliese. Diversi i festival del settore a cui partecipa e che si aggiudica. Nel 2003 ha scritto la sceneggiatura di alcuni episodi del film collettivo ...A Levante. Dallo stesso anno collabora con la sceneggiatrice Antonella Gaeta con la quale scrive Zinanà, fortunata e commovente storia di un suonatore di piatti in un paese della provincia di Bari. Il cortometraggio, prodotto da River Film e Fanfara Film, si aggiudica il David di Donatello ed è finalista ai Nastri d'argento.
Nel 2005 intraprende anche un percorso nel cinema documentario con Produrre consumare morire indagando sui disastri e le morti causate dal Petrolchimico di Brindisi. Il suo terzo corto, intitolato Come a Cassano racconta la storia dell'omonimia fra un ragazzino pre-adolescente e il calciatore barese Antonio Cassano. La pellicola è prodotta da Beppe Caschetto e si aggiudica la menzione speciale ai Nastri d'argento. 
Il 2007 è l'anno del suo secondo documentario, che mescola cinema del reale a invenzione, Pinuccio Lovero - Sogno di una morte di mezza estate. Il lavoro sbarca al Festival di Venezia, come evento speciale della Settimana della critica e vince il premio Italian DVD & Blu-ray Award come miglior documentario.
Nel 2009 realizza il cortometraggio L'altra metà, storia della fuga di un'anziana donna da una casa di riposo. Il cortometraggio ottiene la nomination al David di Donatello e al Globo d'oro, oltre a una menzione speciale per la regia ai Nastri d'argento e il premio Michelangelo Antonioni al Bif&st.
Nel 2011 firma la sceneggiatura e la regia del suo primo lungometraggio di finzione Il paese delle spose infelici tratto dall'omonimo romanzo di Mario Desiati. Storia della formazione alla vita, all'ombra dei fumi del Siderurgico di Taranto, e dell'amore sognato di due adolescenti per una donna misteriosa. Il film prodotto da Fandango e Rai Cinema è selezionato nel concorso ufficiale del Festival Internazionale del Film di Roma. La versione francese si intitola "Annalisa" e ha ottenunto recensioni positive sulla stampa transalpina. 
Nel 2012 produce, scrive e cura la regia del film documentario Pinuccio Lovero - Yes I Can, sulla candidatura alle elezioni comunali del becchino Pinuccio Lovero con un programma tutto cimiteriale. Il film è selezionato in concorso nella sezione Prospettiva Italia del Festival Internazionale del Film di Roma. Sempre nel 2012 realizza il documentario breve SettanTA, ritratto di una giornata particolare all'ombra delle ciminiere dell'Ilva, nel quartiere Tamburi di Taranto. Il cortometraggio ottiene la candidatura ai David di Donatello e vince il Nastro d'argento.
Nel 2017 gira il cortometraggio La giornata per CGIL e FLAI. Il corto, basato su inchieste giornalistiche e atti processuali sulle nuove forme di caporalato, porta alla luce la vicenda di Paola Clemente bracciante di quarantanove anni morta di lavoro nelle campagne pugliesi.
Nel 2018 firma sceneggiatura e regia del lungometraggio Il bene mio, prodotto da Altre storie in collaborazione con Rai Cinema. Il film è invitato come evento speciale alla 15ª edizione delle Giornate degli Autori de La Biennale di Venezia e riceve due nomination ai Globi d’Oro.
Nel 2022 dirige il film Ti mangio il cuore, scritto dallo stesso regista con Antonella Gaeta e Davide Serino, tratto dall’omonimo romanzo inchiesta dei giornalisti Carlo Bonini e Giuliano Foschini, selezionato in competizione nel Concorso Orizzonti della 79ª Mostra internazionale d'arte cinematografica di Venezia.
Nel 2024 scrive e dirige la miniserie tv sul celebre delitto di Avetrana Avetrana - Qui non è Hollywood, prodotta da Grøenlandia e Disney+, con il quale vince un Nastro d'argento - Grandi Serie alla miglior serie TV - Crime, e dirige due puntate della seconda stagione della serie tv La legge di Lidia Poët, sempre prodotta da Grøenlandia per Netflix, ottenendo una candidatura ai Critics' Choice Awards alla migliore serie straniera. Nello stesso è sceneggiatore del film L'ultima settimana di settembre, diretto da Gianni De Blasi.

## Filmografia

### Regista
- Lido Azzurro – cortometraggio (2001)
- Zinanà – cortometraggio (2003)
- Produrre consumare morire – documentario (2005)
- Come a Cassano – cortometraggio (2005)
- Pinuccio Lovero - Sogno di una morte di mezza estate – documentario (2008)
- L'altra metà – cortometraggio (2009)
- Il paese delle spose infelici (2011)
- Settanta – cortometraggio (2012)
- Pinuccio Lovero - Yes I Can – documentario (2014)
- La giornata – cortometraggio (2017)
- Il bene mio (2018)
- Ti mangio il cuore (2022)
- Avetrana - Qui non è Hollywood – miniserie TV (2024)
- La legge di Lidia Poët – serie TV, episodi 2x05-2x06 (2024)

### Sceneggiatore
- Lido Azzurro – cortometraggio (2001)
- Zinanà – cortometraggio (2003)
- A Levante (2004)
- Produrre consumare morire – documentario (2005)
- Come a Cassano – cortometraggio (2005)
- Pinuccio Lovero - Sogno di una morte di mezza estate – documentario (2008)
- L'altra metà – cortometraggio (2009)
- Il paese delle spose infelici (2011)
- Settanta – cortometraggio (2012)
- Pinuccio Lovero - Yes I Can – documentario (2014)
- La giornata – cortometraggio (2017)
- Il bene mio (2018)
- Ti mangio il cuore (2022)
- L'ultima settimana di settembre (2024)
- Avetrana - Qui non è Hollywood – miniserie TV (2024)

## Riconoscimenti
- David di Donatello
  - 2004 – Miglior cortometraggio per Zinanà
  - 2010 – Candidatura al miglior cortometraggio per L'altra metà
  - 2013 – Candidatura al miglior cortometraggio per Settanta
  - 2018 – Candidatura al miglior cortometraggio per La giornata
- Nastri d'argento
  - 2004 – Menzione speciale per Come a Cassano
  - 2010 – Menzione speciale alla regia per L'altra metà[8]
  - 2014 – Miglior cortometraggio per Settanta
- Corti d'argento
  - 2018 – Nastro d'argento speciale per l'impegno sociale per La giornata
- Nastri d'argento - Grandi Serie
  - 2025 – Miglior serie TV - Crime per Avetrana - Qui non è Hollywood
- Critic Choice Award
  - 2024 – Candidatura alla miglior serie in lingua straniera per La legge di Lidia Poët 2
- Globo d'oro
  - 2010 – Candidatura al miglior cortometraggio per L'altra metà
  - 2018 – Candidatura al miglior cortometraggio per La giornata
- Ciak d'oro
  - 2022 – Candidatura al miglior film per Ti mangio il cuore

- Bari International Film Festival
  - 2010 – Miglior film di cortometraggio per L'altra metà
- International Documentary Film Festival Amsterdam
  - 2008 – Candidatura al lupo d'argento per Pinuccio Lovero - Sogno di una morte di mezza estate
- Mostra internazionale d'arte cinematografica di Venezia
  - 2022 – Premio Fedic per Ti mangio il cuore
  - 2022 – In concorso nella sezione Orizzonti con Ti mangio il cuore
- Festa del Cinema di Roma
  - 2011 – Candidatura al premio d'oro per Il paese delle spose infelici
  - 2012 – Candidatura al miglior documentario per Pinuccio Lovero Yes I Can